# Provincia di Parinacota
La provincia di Parinacota  è una provincia della regione di Arica e Parinacota nel Cile settentrionale. Il capoluogo è la città di Putre.
Al censimento del 2012 possedeva una popolazione di 1.991 abitanti.

## Geografia antropica

### Suddivisioni amministrative
La provincia è divisa in due comuni:
- General Lagos
- Putre